# اسلتلوگراد
شهر اسلتلوگراد (به روسی: Светлоград) در کشور روسیه و در کرای استاوروپول واقع شده‌است.